# Тюхтетский район
Тюхте́тский район — упразднённые административно-территориальная единица (район) и муниципальное образование (муниципальный район) в западной части Красноярского края России.
В марте-апреле 2020 года Тюхтетский муниципальный район и входящие в его состав сельские поселения были преобразованы в муниципальный округ, переходный период до 1 января 2021 года. На уровне административно-территориального устройства соответствующий район был преобразован в Тюхтетский округ со 2 августа 2021 года.
Административный центр — село Тюхтет, в 294 км к западу от Красноярска.

## География
См. Тюхтетский округ#География
Площадь территории составляла 9339 км².

## История
В 1924 году на основании постановления ВЦСПС Сибревкома и приказа Томского губисполкома за № 30 от 4 сентября 1924 года было объявлено об образовании Тюхтетского района Томской губернии (с передачей его с начала 1925 года в состав Енисейской губернии) с центром в селе Тюхтет. В те годы в с. Тюхтет проживало 5117 сельчан, из них 42 %- середняков и 4 % — зажиточных, среди которых наиболее богат был Гурский Ульян Янович, так много хорошего сделал он для сельчан.
История Тюхтетского района во многом связана с историей освоения Сибири, с её основными этапами.
До XVII века на территории района проживали коренные жители Сибири — сибирские татары и чулымцы, сложившиеся в XVII—XVIII веках, как результат смешения тюркских групп (переместившихся на восток после падения Сибирского ханства), частично телеутов и енисейских кыргызов с мелкими группами селькупов и кетов. Впоследствии в большой степени ассимилировались хакасами и русскими.
В XVII—XVIII веках здесь стали поселяться казанские татары. Первыми русскими на территории Тюхтетского района были челдоны и кержаки. В середине XIX века появились русские новгородцы, вятичи, костромичи. Первым русским поселением на территории района было с. Тюхтет, который был основан в 1725 году.
После польского восстания в 1862—1864 году в Сибири оказались ссыльные поляки. В том числе часть из них на территории района. Большой приток переселенцев наблюдался во времена столыпинских реформ. В это время на территории района поселились украинцы, белорусы.
В конце XIX — начале XX веков (до 1911 года) село Тюхтет относилось к Боготольской волости Мариинского уезда Томской губернии.
В 1910 году сельский сход порешил создать свою, отдельную Тюхтетскую волость в составе Мариинского уезда Томской губернии.
В 1914—1917 годах в районе появились первые поселения крестьян-переселенцев из Прибалтики — латгальцев.
По состоянию на 1911 год в селе имелось: 145 дворов-домохозяйств в которых проживало 972 человека резидентного населения, имелась деревянная православная церковь, одноклассное училище МВД, волостное правление, переселенческий пункт, больница, базар по воскресеньям, казённая винная лавка, 4 мануфактурных и 1 мелочная лавка.
Гражданская война 1917—1920 гг. не сильно отразилась на жизни волости. При установлении новой советской власти в январе 1920 года в Тюхтете были сформированы волостной ревком, волрайком РКП(б), волостной Совет рабочих, крестьянских и красноармейских депутатов, волисполком, волвоенкомат, волотдел ВЧК, волотдел милиции, волостной суд. Также на территории села начал действовать низовой орган советской власти — Тюхтетский сельсовет, поодотчётный Тюхтетскому волисполкому.
На основании постановления Сибревкома от 4 сентября 1924 года и приказов Томского и Енисейского губисполкомов, Тюхтетская волость была преобразована в Тюхтетский район Томской губернии с административным (районным) центром в с. Тюхтет. Осенью 1924 года новый Тюхтетский райком ВКП(б) приступил к формированию районных органов власти: вновь создавались районный совет депутатов трудящихся, райисполком райсовета, райвоенкомат, райотдел ВЧК/ОГПУ, райотдел рабоче-крестьянской милиции, районный суд, райком комсомола, районная партийно-райисполкомовская газета.
В январе 1925 года Тюхтетский район был отнесён к составу территорий Енисейской губернии. В мае 1925 года Сибревком упразднил Енисейскую губернию и Тюхтетский район стал административной единицей Ачинского округа Сибирского края РСФСР.
В период с 1928 по 1930 гг. район подвергся первой волне политики раскрестьянивания, затем с 1930/1931 года начались кампании по раскулачиванию крестьян и коллективизации, были созданы первые колхозы в каждом населённом пункте района. В 1928—1936 гг. в район стали прибывать на отбывание наказания в спецкомендатурах раскрестьяненные из южных хлеборобных регионов Сибири и Алтая.
В 1930 году район отнесён к вновь образованному Восточно-Сибирскому краю РСФСР.
В первой половине XX века население района увеличилось за счёт репрессированных граждан СССР и крестьян-спецпереселенцев, раскулаченных на Алтае и в других регионах России, а также в 1941—1945 годах — за счёт репрессированных семей латышей, немцев, калмыков. Также с начала 1930-х и до середины 1950-х гг. район стал местом ссылки осуждённых и ссыльных по так называемой «58 статье» — действовала спецкомендатура Сиблага/ГУЛАГа.
В 1934 году создаётся отдельный Красноярский край, в составе которого район находится по настоящее время. 1 февраля 1963 года Тюхтетский район был упразднён, 30 декабря 1966 года восстановлен.

## Население
| 2002   | 2009  | 2010  | 2011  | 2012  | 2013  | 2014  |
| ------ | ----- | ----- | ----- | ----- | ----- | ----- |
| 10 386 | ↘8889 | ↘8858 | ↘8820 | ↘8662 | ↘8503 | ↘8392 |
| 2015   | 2016  | 2017  | 2018  | 2019  | 2021  |       |
| ↘8308  | ↘8227 | ↘8151 | ↘8077 | ↘7908 | ↘7905 |       |

## Административное устройство
В рамках административно-территориального устройства район включал 9 административно-территориальных единиц — сельсоветов, до 2018 10, упразднённых в связи с преобразованием района в округ.
В рамках муниципального устройства, в муниципальный район входили 9 муниципальных образований со статусом сельских поселений, до 2018 10.:
| №  | Бывшие сельские поселения   | Административный центр | Количество населённых пунктов | Население | Площадь, км2 |
| -- | --------------------------- | ---------------------- | ----------------------------- | --------- | ------------ |
| 1  | Верх-Четский сельсовет      | посёлок Верх-Четск     | 2                             | 309       | 558,82       |
| 2  | Двинский сельсовет          | деревня Двинка         | 1                             | 266       | 605,79       |
| 3  | Зареченский сельсовет       | село Зареченка         | 6                             | 585       | 417,36       |
| 4  | Красинский сельсовет        | село Красинка          | 1                             | 143       | 1591,31      |
| 5  | Лазаревский сельсовет       | село Лазарево          | 1                             | 394       | 111,41       |
| 6  | Леонтьевский сельсовет      | село Леонтьевка        | 5                             | 389       | 872,11       |
| 7  | Новомитропольский сельсовет | село Новомитрополька   | 7                             | 664       | 682,46       |
| 8  | Поваренкинский сельсовет    | село Поваренкино       | 3                             | 251       | 1982,57      |
| 9  | Тюхтетский сельсовет        | село Тюхтет            | 5                             | 4896      | 409,78       |
| 10 | Чиндатский сельсовет        | село Чиндат            | 3                             | 254       | 2107,72      |

### Населённые пункты
| №  | Населённый пункт | Бывшее сельское поселение   | Население |
| -- | ---------------- | --------------------------- | --------- |
| 1  | Тюхтет           | Тюхтетский сельсовет        | ↘4727     |
| 2  | Зареченка        | Зареченский сельсовет       | 475       |
| 3  | Лазарево         | Лазаревский сельсовет       | →394      |
| 4  | Новомитрополька  | Новомитропольский сельсовет | 349       |
| 5  | Двинка           | Двинский сельсовет          | ↘266      |
| 6  | Леонтьевка       | Леонтьевский сельсовет      | 299       |
| 7  | Поваренкино      | Поваренкинский сельсовет    | 281       |
| 8  | Верх-Четск       | Верх-Четский сельсовет      | 230       |
| 9  | Ларневка         | Новомитропольский сельсовет | 182       |
| 10 | Красинка         | Красинский сельсовет        | ↘143      |
| 11 | Соловьёвка       | Леонтьевский сельсовет      | 164       |
| 12 | Васильевка       | Новомитропольский сельсовет | 150       |
| 13 | Сплавной         | Верх-Четский сельсовет      | 150       |
| 14 | Пасечное         | Чиндатский сельсовет        | 140       |
| 15 | Чиндат           | Чиндатский сельсовет        | 135       |
| 16 | Покровка         | Тюхтетский сельсовет        | 127       |
| 17 | Хохловка         | Зареченский сельсовет       | 74        |
| 18 | Пузаново         | Тюхтетский сельсовет        | 67        |
| 19 | Оскаровка        | Тюхтетский сельсовет        | 60        |
| 20 | Безручейка       | Зареченский сельсовет       | 56        |
| 21 | Никольск         | Новомитропольский сельсовет | 44        |
| 22 | Романовка        | Тюхтетский сельсовет        | 34        |
| 23 | Усть-Чульск      | Чиндатский сельсовет        | 31        |
| 24 | Чистый Ручей     | Зареченский сельсовет       | 30        |
| 25 | Черкасск         | Поваренкинский сельсовет    | 22        |
| 26 | Куликовка        | Новомитропольский сельсовет | 19        |
| 27 | Белогорка        | Зареченский сельсовет       | 9         |
| 28 | Чиндат           | Новомитропольский сельсовет | 9         |
| 29 | Алексеевка       | Новомитропольский сельсовет | 3         |
| 30 | Рубино           | Поваренкинский сельсовет    | 2         |
| 31 | Ивановка         | Леонтьевский сельсовет      | 0         |

Упразднённые населённые пункты: 
- 1970-е год — деревня Ченстаховка.
- 1996 год — деревня Вознесенка, посёлок Волжский
- 2021 год — Изотово, Николаевка, Усть-Тойловка.

## Образование
По состоянию на 1 марта 2008 года в Тюхтетском районе были:
- 3 учреждения дошкольного образования
- 20 учреждений общего образования
  - 7 средних общеобразовательных школ (№ 1 и № 2 в Тюхтете, Двинская, Леонтьевская, Новомитропольская, Зареченская и Кандатская)
  - 4 основные общебразовательные школы (Лазаревская, Поварёнкинская, Чульская и Красинская)
  - 7 начальных общеобразовательных школ (Усть-Чульская, Соловьёвская, Пузановская, Ларневская, Покровска, Пасечная и Оскаровская)
  - Школа-детский сад «Солнышко»
  - Учреждение дополнительного образования детей «Центр внешкольной работы»
  - Молодёжный центр «Успех»

В Тюхтете работает Межшкольный методический центр. В профессиональном училище ПУ-77 готовятся кадры для сельского хозяйства.